# Can’t Remember to Forget You
Can’t Remember to Forget You – singel Shakiry i Rihanny, promujący album artystki pt. Shakira wydany 21 marca 2014 roku. Utwór został wydany 13 stycznia 2014 roku o godz. 16:00 czasu polskiego na kanale Vevo artystki na YouTube. Premiera teledysku nastąpiła 30 stycznia 2014.